# Andries Oosterbaan
Andreas Martinus (Andries) Oosterbaan (Arnhem, 23 juli 1882 – Utrecht, 5 maart 1935) was een Nederlandse typograaf, drukker en boekbandontwerper. Hij was tevens directeur van Drukkerij Lumax.

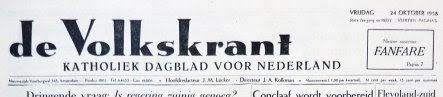
Logo van de Volkskrant 1935-1965

Het logo van de Volkskrant werd vanaf de oprichting in 1919 geheel in kapitalen gezet. Vanaf 14 januari 1935 werd de Volkskrant bij Lumax gedrukt. Oosterbaan liet het logo op zijn zetterij in vier verschillende lettertypen zetten en legde de vier ontwerpen voor aan zijn drie jongste dochters. De toen 15-jarige Lida Oosterbaan koos voor de Metropolis Bold, een letter van de Duitse ontwerper Willy Schwerdtner. Het logo in dat lettertype is nog steeds in gebruik, na twee revisies, waarvan de eerste plaatsvond in 1965.
Oosterbaan was een van de belangrijkste, maar desondanks een van de meest onbekende, vormgevers van het tijdschrift De Gemeenschap, zeker in de periode 1930-1935. Bijna zeventien jaar lang kreeg elke maand een andere kunstenaar de opdracht een illustratie of een ontwerp voor het omslag van het tijdschrift of boek te maken. Deze omslagen vormen samen een prachtige staalkaart van nu eens expressionistische, dan weer constructieve of typo-fotografische kunst.
Een jury koos jaarlijks vanaf 1959 de 33 Best Verzorgde Boeken van het jaar ervoor. Toen dit evenement voor de vijftigste keer plaatsvond, waarbij de 33 Best Verzorgde Boeken van 2009 werden gekozen, werd in de jubileumexpositie verder teruggeblikt op vijf eeuwen Nederlandse boekdrukkunst. Uit de Bijzondere Collecties van de Universiteitsbibliotheek van Amsterdam werden 33 bijzonder vormgegeven uitgaven gekozen van de periode 1480 tot 1947, met onder andere het ontwerp van Oosterbaan voor Blokken (1931) van Bordewijk.

## Door Oosterbaan ontworpen boekbanden
In totaal ontwierp Oosterbaan het omslag van ongeveer 14 boeken, waaronder:
- Albert Kuyle - Songs of Kalua. De Gemeenschap, Utrecht, 1931 (tweede druk; de eerste druk was door Stols, 1927)
- Ferdinand Bordewijk - Blokken. De Gemeenschap, Utrecht, 1931
- Ferdinand Bordewijk - Knorrende beesten. De Gemeenschap, Utrecht, 1933
- Ferdinand Bordewijk - Bint. De Gemeenschap, Utrecht, 1934
- Eric van der Steen - Nederlandsche Liedjes. De Gemeenschap, Utrecht, 1932
- M. Revis - 8.100.000. m3 Zand De Gemeenschap, Utrecht, 1932

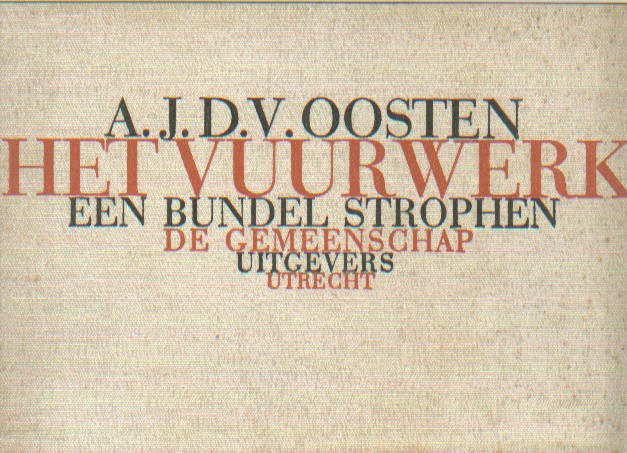
1930 - A.J.D. van Oosten - Het vuurwerk
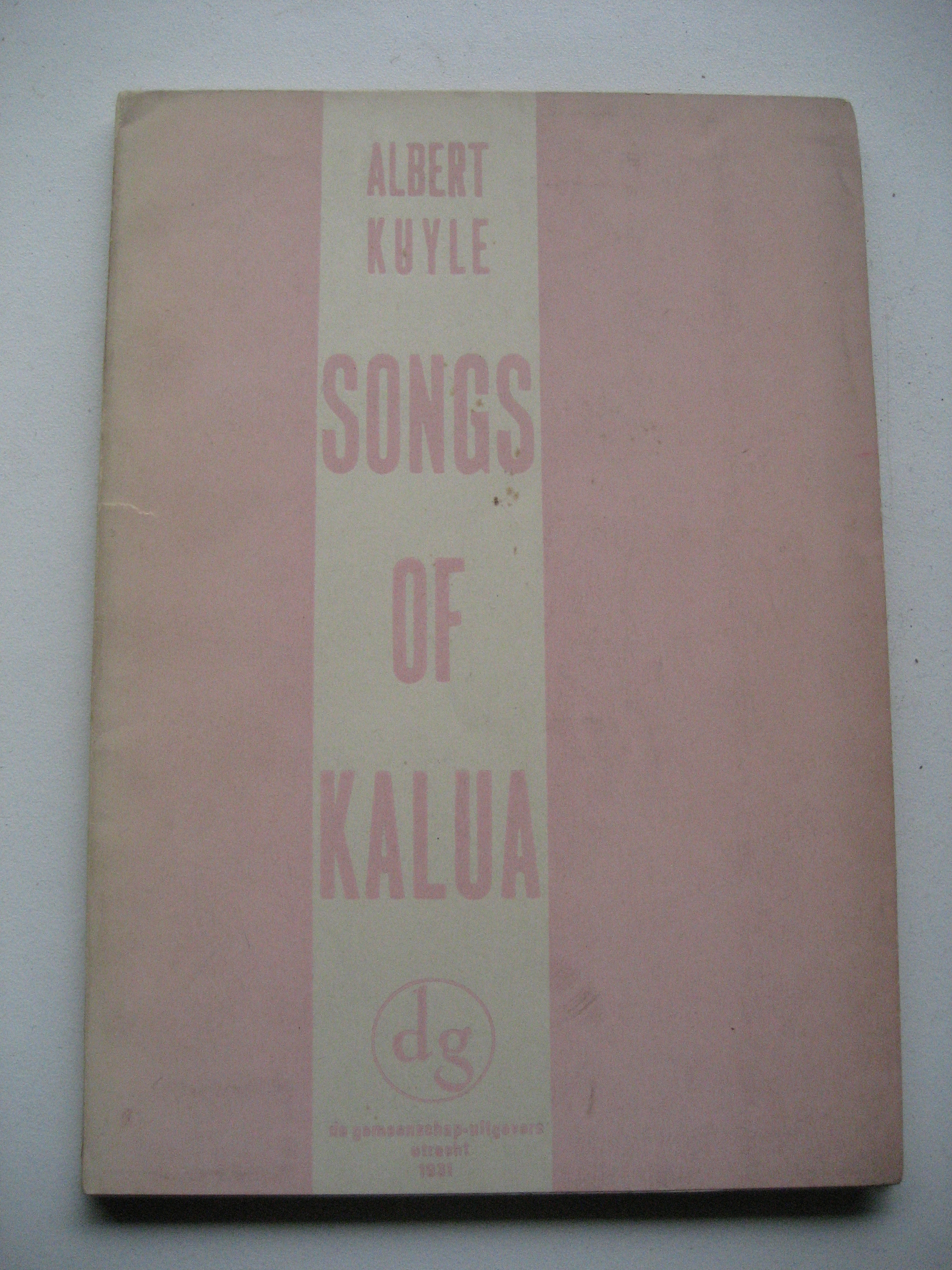
1931 - Albert Kuyle - Songs of Kalua (2e druk)
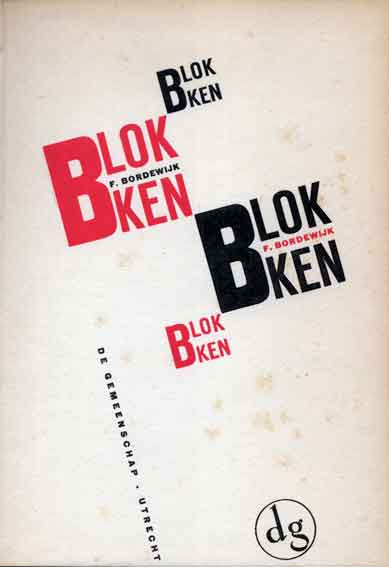
1931 - F. Bordewijk - Blokken - Omslag
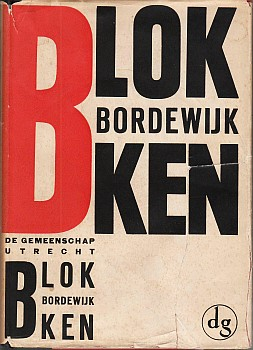
1931 - F. Bordewijk - Blokken - Stofomslag
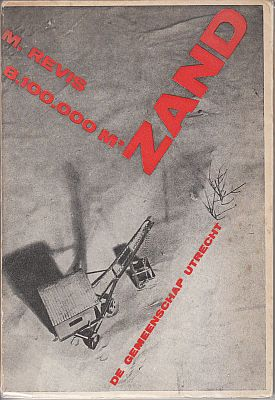
1932 - M. Revis - 8.100.000 m3 zand
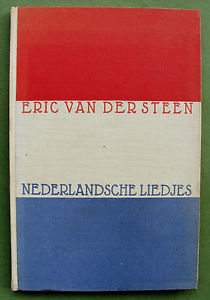
1932 - Eric van der Steen Nederlandsche liedjes - Omslag
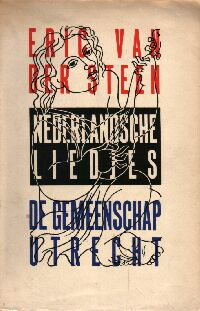
1932 - Eric van der Steen Nederlandsche liedjes - Titelpagina
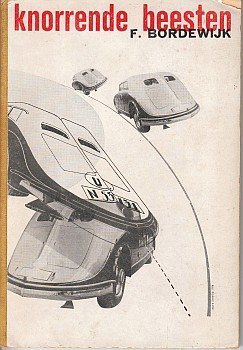
1933 - F. Bordewijk - Knorrende beesten
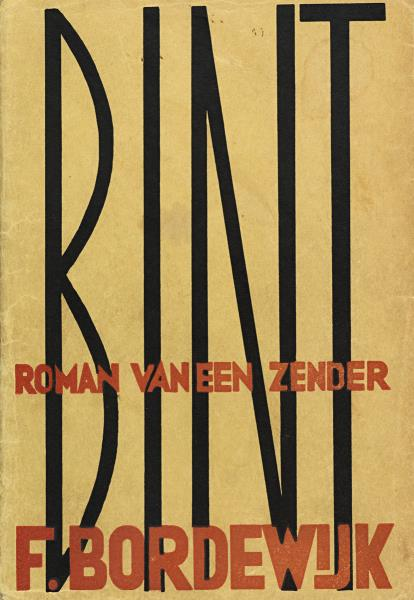
1934 - F. Bordewijk - Bint
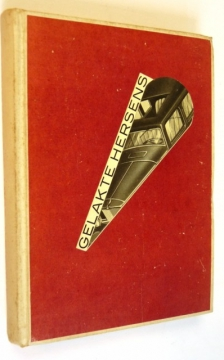
1934 - M. Revis - Gelakte hersens - Ford's leven - Ford's auto's - Omslag
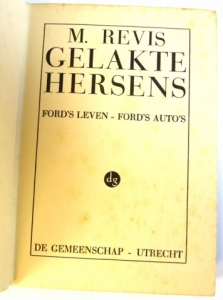
1934 - M. Revis - Gelakte hersens - Ford's leven - Ford's auto's - Titelpagina